# Marie-Hélène Dozo
Marie-Hélène Dozo (Namur, ...) è una montatrice belga.
È la montatrice storica dei fratelli Dardenne, dei quali ha montato tutti i film, tra cui La Promesse (1996), Rosetta (1999), Il figlio (2002) e L'Enfant - Una storia d'amore (2005).

## Biografia
Figlia di un geografo e di una casalinga pittrice amatoriale, nasce e cresce a Namur. Alle superiori si iscrive all'indirizzo di pittura per poi interessarsi alla fotografia e infine, con l'istituzione di un corso di videogiornalismo e produzione audiovisiva, al cinema. I film che l'hanno più influenzata nella sua scelta sono stati Tess, Ballando ballando, Maria's Lovers e Paris, Texas. Dichiarerà poi di aver scelto il montaggio rispetto ad altri campi perché più affine alla sua personalità: «mi era difficile lavorare in solitudine come vuole la scrittura. Ho bisogno di discutere col regista delle scelte che prendiamo nell'intimità della sala montaggio [...] non riesco a essere creativa con una pagina bianca davanti».
Dopo il diploma, si trasferisce a Bruxelles, dove lavora per qualche anno come montatrice di servizi televisivi, prima di passare al cinema documentario sotto l'egida della produttrice Kathleen de Béthune. Mentre montava il documentario Gigi, Monica... et Bianca (1996), prodotto dai registi Jean-Pierre e Luc Dardenne, è stata notata da questi ultimi, che colpiti dal suo lavoro, l'hanno voluta come montatrice del loro La Promesse (1996), pur non avendo lei mai montato un lungometraggio di finzione prima.
Da lì nascerà un sodalizio trentennale continuato ininterrottamente con tutti i film successivi dei Dardenne, comprese le due Palme d'oro Rosetta (1999) e L'Enfant - Una storia d'amore (2005). Solitamente Dozo comincia a montare già in fase di riprese una assembly cut dei film, girati in ordine cronologico, basandosi principalmente sulla sceneggiatura per scegliere il materiale migliore. Una volta ricevuta l'approvazione dei Dardenne di questa versione preliminare ha inizio il montaggio vero e proprio, un processo nel quale Dozo privilegia invece l'interpretazione degli attori e la costruzione espressiva del film: «ogni inquadratura, ogni momento dell'inquadratura è diverso e bisogna scegliere il più coerente col significato della storia e l'animo del protagonista. E devono essere tutti percepiti come uno solo, senza stacchi». Per Dozo il ritmo di un film fluisce dalla «capacità di concentrazione [del montatore], nell'ascolto, nel mantenere una visione a 360º e da una grande sensibilità nel raccontare storie alla gente in modo abbastanza creativo da suscitarne la curiosità. Il ritmo è il risultato di questi elementi e della giusta posizione nel flusso della storia, della regia e dell'energia degli attori». Nel caso di opinioni discordanti su una sua scelta, Dozo ha sostenuto che «essere in tre in sala montaggio rappresenta un vantaggio: più discussioni, più idee in circolazione, più soluzioni. E c'è sempre una maggioranza».
Per i suo lavoro coi Dardenne, è stata candidata cinque volte al Premio Magritte per il miglior montaggio, vincendolo però nel 2012 col documentario Kinshasa Kids. Ha collaborato di frequente anche col regista ciadiano Mahamat-Saleh Haroun e col documentarista italiano Roberto Minervini.
È sposata con João Leite, produttore dei film di Minervini.

## Filmografia parziale
- La Promesse, regia di Jean-Pierre e Luc Dardenne (1996)
- Gigi, Monica... et Bianca, regia di Yasmina Abdellaoui e Benoît Dervaux (1996)
- Rosetta, regia di Jean-Pierre e Luc Dardenne (1999)
- Les Blessures assassines, regia di Jean-Pierre Denis (2000)
- Il figlio (Le Fils), regia di Jean-Pierre e Luc Dardenne (2002)
- L'Enfant - Una storia d'amore (L'Enfant), regia di Jean-Pierre e Luc Dardenne (2005)
- Daratt - La stagione del perdono (Daratt), regia di Mahamat-Saleh Haroun (2006)
- Dans l'obscurité, episodio di Chacun son cinéma - A ciascuno il suo cinema (Chacun son cinéma ou Ce petit coup au cœur quand la lumière s'éteint et que le film commence), regia di Jean-Pierre e Luc Dardenne (2007)
- Il matrimonio di Lorna (Le Silence de Lorna), regia di Jean-Pierre e Luc Dardenne (2008)
- Sexe, gombo et beurre salé, regia di Mahamat-Saleh Haroun – film TV (2008)
- Zindeeq, regia di Michel Khleifi (2009)
- Un homme qui crie, regia di Mahamat-Saleh Haroun (2010)
- I dannati di Jiabiangou (Jiābiāngōu), regia di Wang Bing (2010)
- Il ragazzo con la bicicletta (Le Gamin au vélo), regia di Jean-Pierre e Luc Dardenne (2011)
- The Passage, regia di Roberto Minervini (2011)
- Bassa marea (Low Tide), regia di Roberto Minervini (2012)
- Stop the Pounding Heart, regia di Roberto Minervini (2013)
- Grigris, regia di Mahamat-Saleh Haroun (2013)
- Non lasciarmi sola (Gimme Shelter), regia di Ron Krauss (2013)
- Due giorni, una notte (Deux jours, une nuit), regia di Jean-Pierre e Luc Dardenne (2014)
- Diario di una teenager (The Diary of a Teenage Girl), regia di Marielle Heller (2015)
- Louisiana (The Other Side), regia di Roberto Minervini (2015)
- La ragazza senza nome (La Fille inconnue), regia di Jean-Pierre e Luc Dardenne (2016)
- Un viaggio stupefacente (Boundaries), regia di Shana Feste (2018)
- Sembra mio figlio, regia di Costanza Quatriglio (2018)
- Che fare quando il mondo è in fiamme? (What You Gonna Do When the World's on Fire?), regia di Roberto Minervini (2018)
- Dio è donna e si chiama Petrunya (Gospod postoi, imeto i e Petrunija), regia di Teona Strugar Mitevska (2019)
- L'età giovane (Le Jeune Ahmed), regia di Jean-Pierre e Luc Dardenne (2019)
- L'uomo che vendette la sua pelle (The Man Who Sold His Skin), regia di Kaouther Ben Hania (2020)
- Clara Sola, regia di Nathalie Álvarez Mesén (2021)
- Una madre, una figlia (Lingui, les liens sacrés), regia di Mahamat-Saleh Haroun (2021)
- Casablanca Beats (Haut et Fort), regia di Nabil Ayouch (2021)
- Les Intranquilles, regia di Joachim Lafosse (2021)
- Tori e Lokita (Tori et Lokita), regia di Jean-Pierre e Luc Dardenne (2022)
- I dannati (The Damned), regia di Roberto Minervini (2024)
- Jeunes Mères, regia di Jean-Pierre e Luc Dardenne (2025)

## Premi e riconoscimenti
- Premio Magritte
  - 2012 – Candidatura al miglior montaggio per Il ragazzo con la bicicletta
  - 2014 – Miglior montaggio per Kinshasa Kids
  - 2015 – Candidatura al miglior montaggio per Due giorni, una notte
  - 2020 – Candidatura al miglior montaggio per L'età giovane
  - 2022 – Candidatura al miglior montaggio per Les Intranquilles
- Premio Guldbagge
  - 2022 – Candidatura al miglior montaggio per Clara Sola
- Festival internazionale del cinema di Dubai
  - 2010 – Miglior montaggio per Un homme qui crie
- Festival internazionale del cinema di Mar del Plata
  - 2018 – Miglior montaggio per Che fare quando il mondo è in fiamme?